# Per-Albin-Hansson-Siedlung Ost

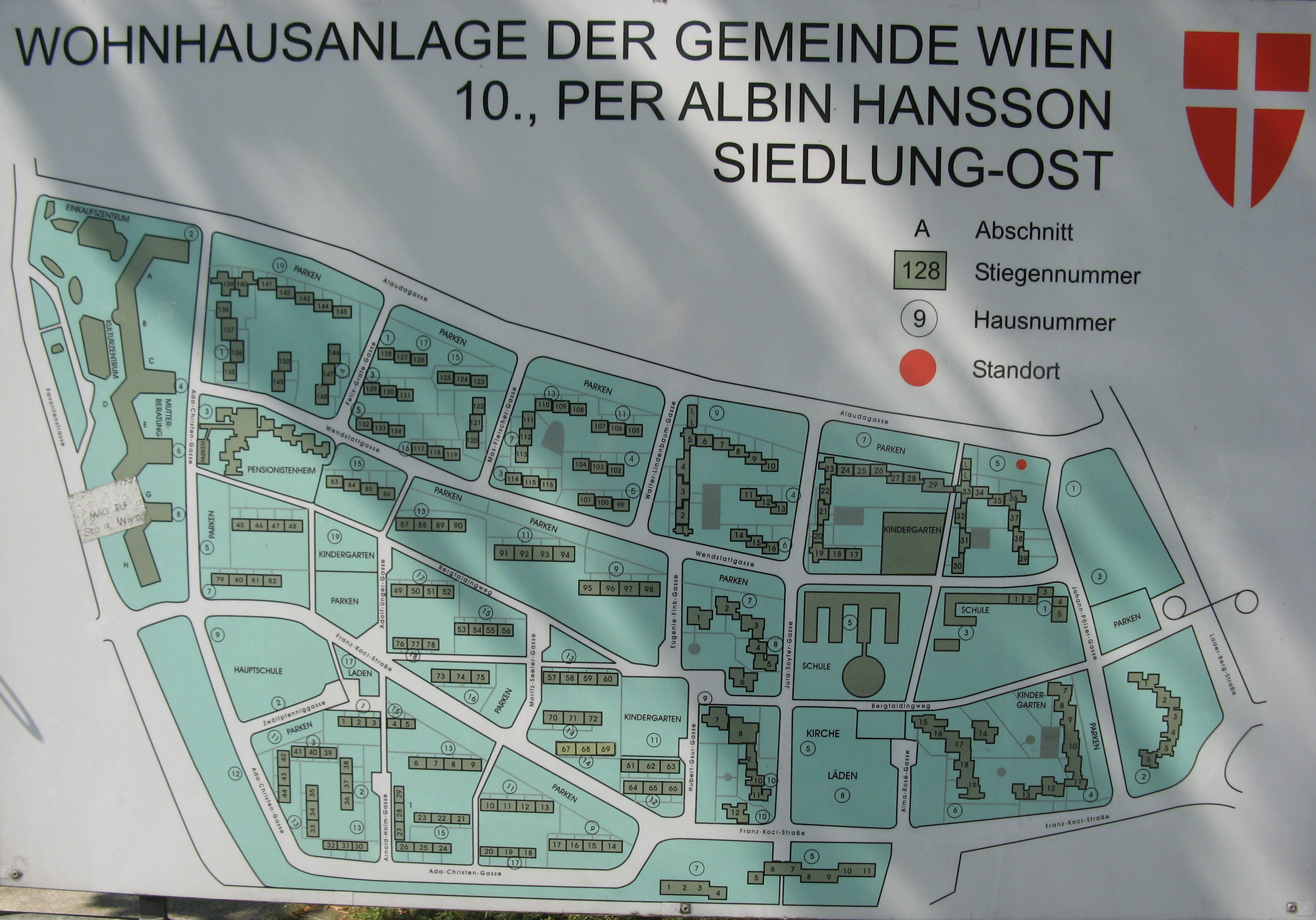
Lageplan der Per-Albin-Hansson-Siedlung Ost

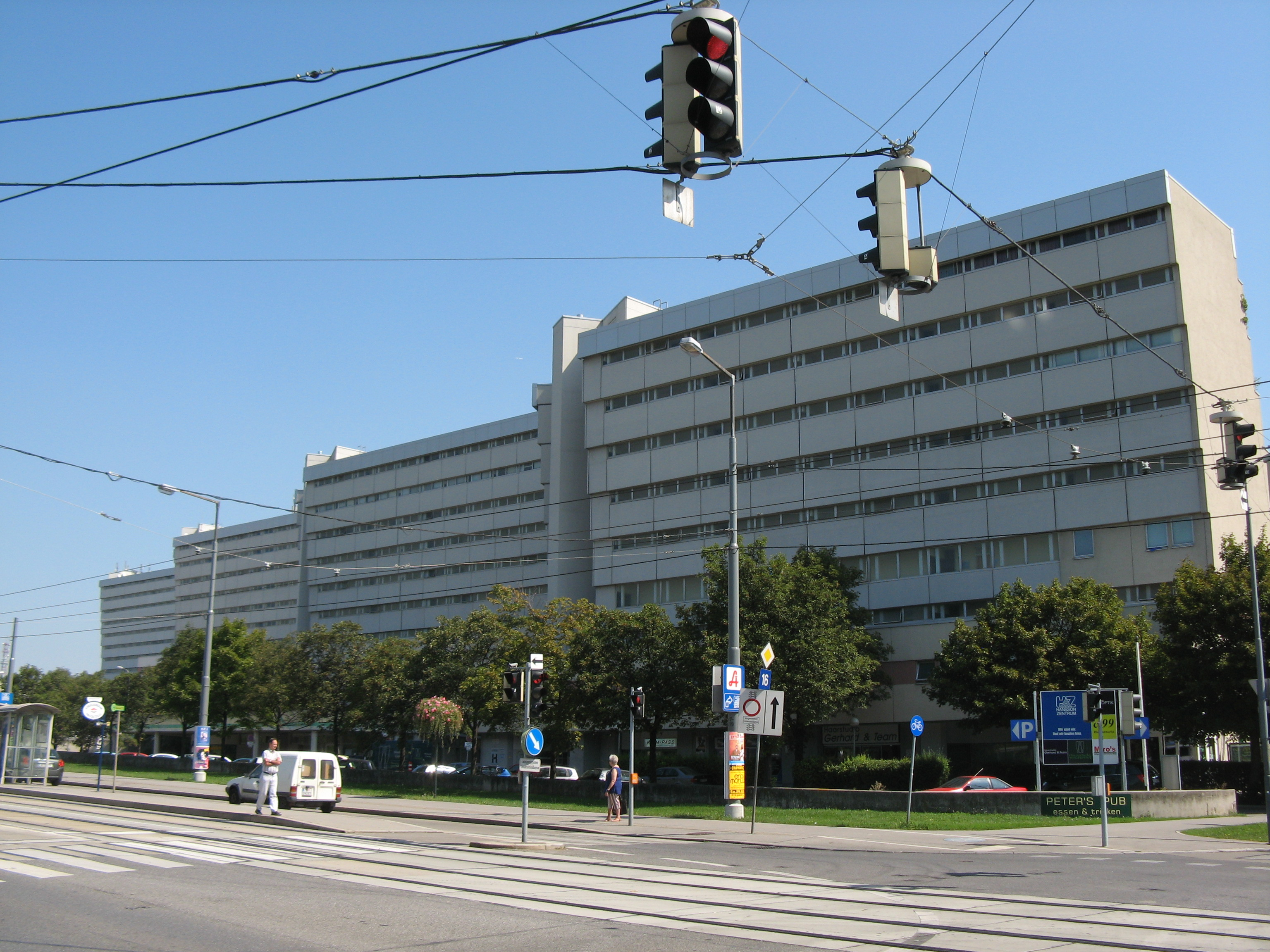
Favoritenstraße 239–241

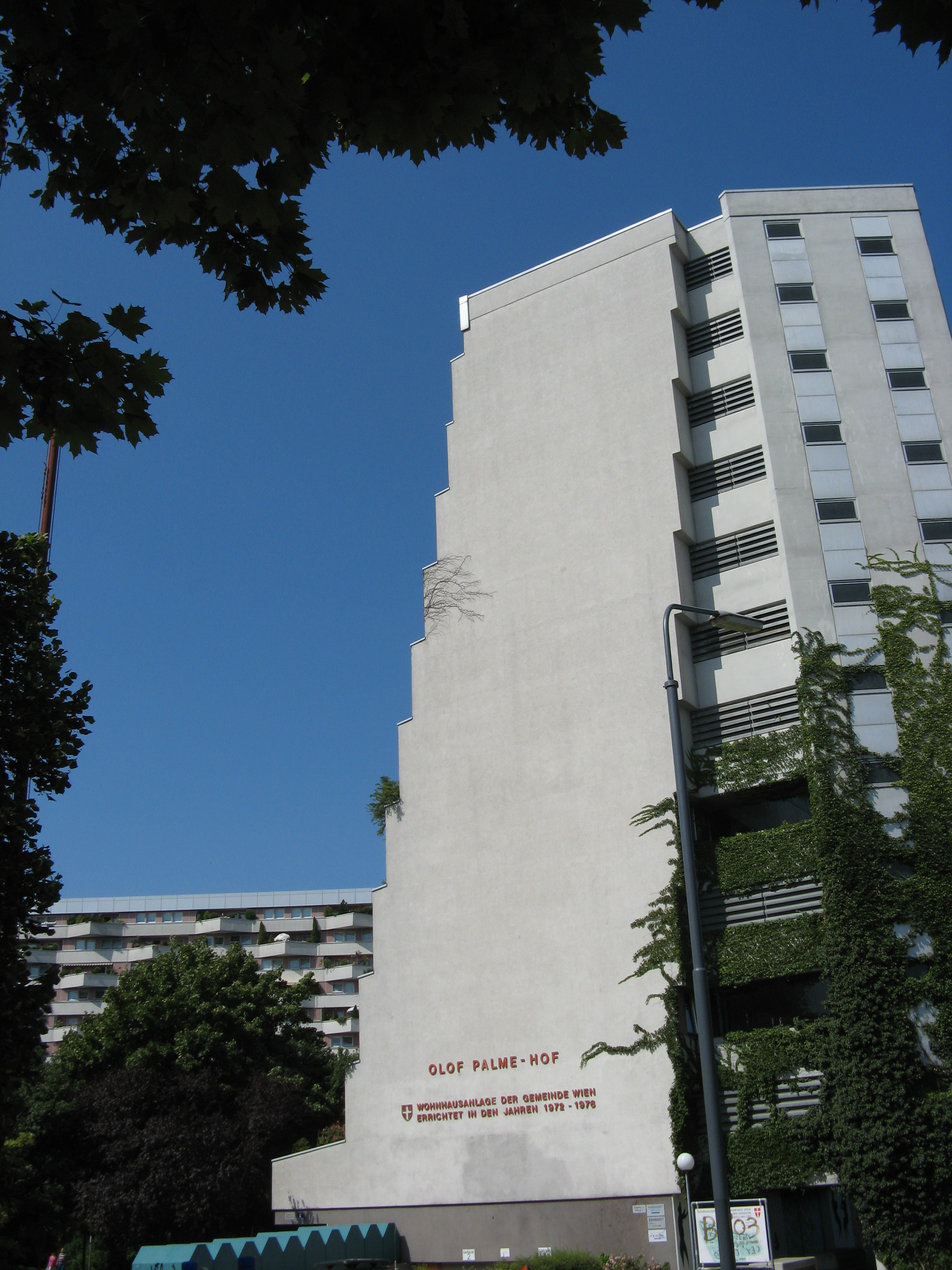
Olof-Palme-Hof (1972–76)

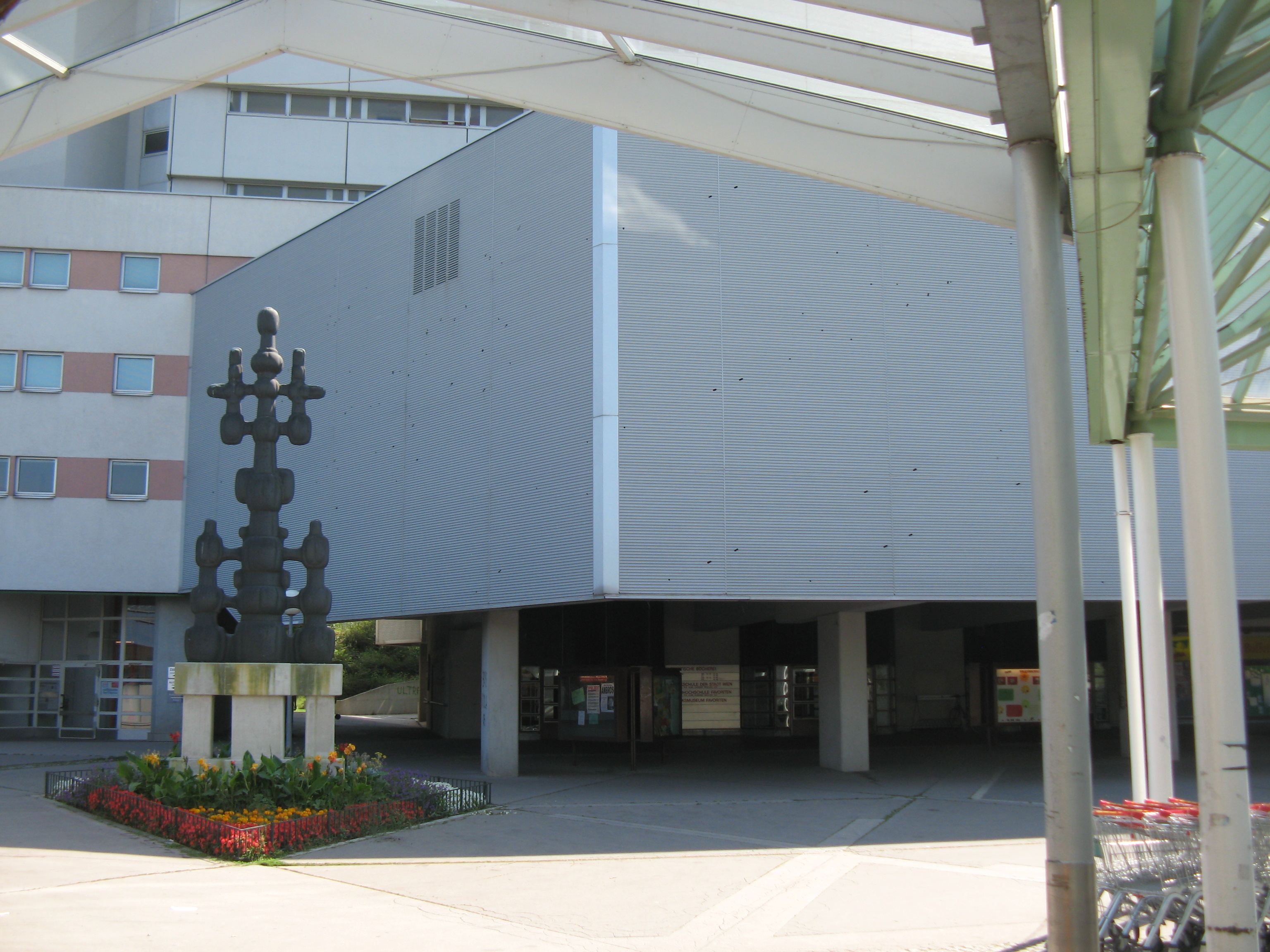
Haus der Begegnung mit Hymnus an die Natur (1977) von Rudolf Kedl

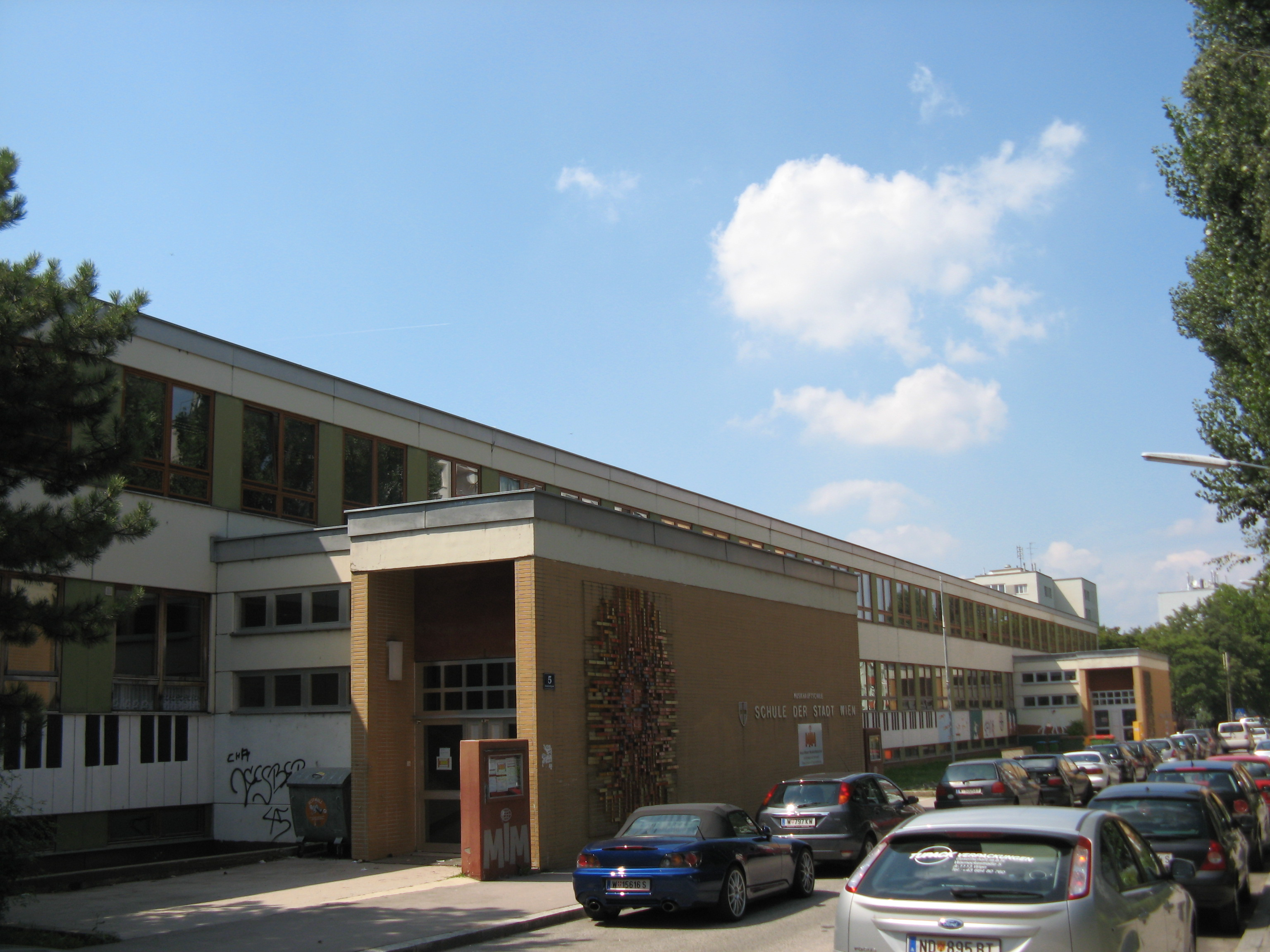
Musik- und Sportmittelschule Wendstattgasse 5

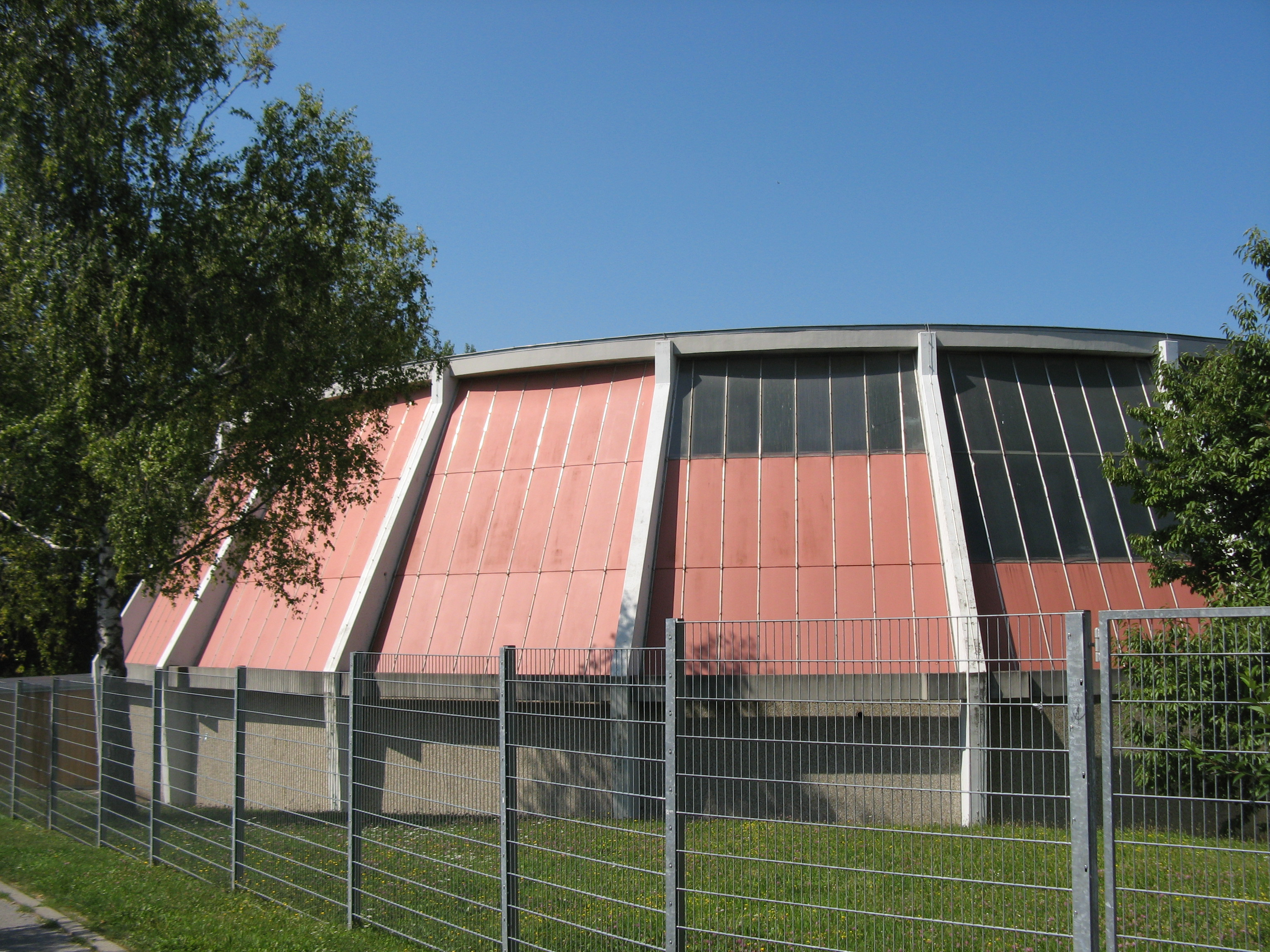
Sporthalle Wendstattgasse

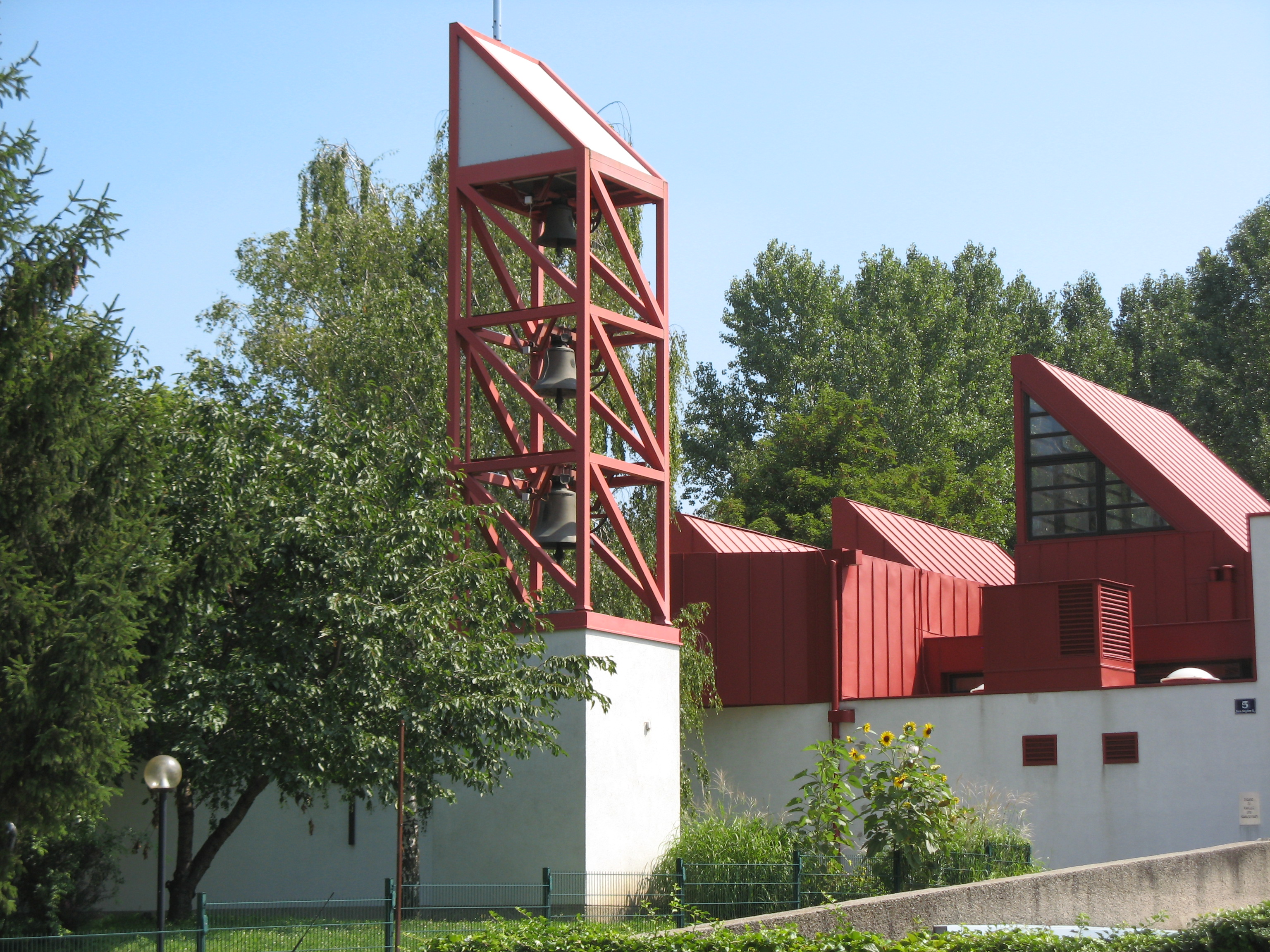
Pfarrkirche St. Paul, Jura-Soyfer-Gasse 5

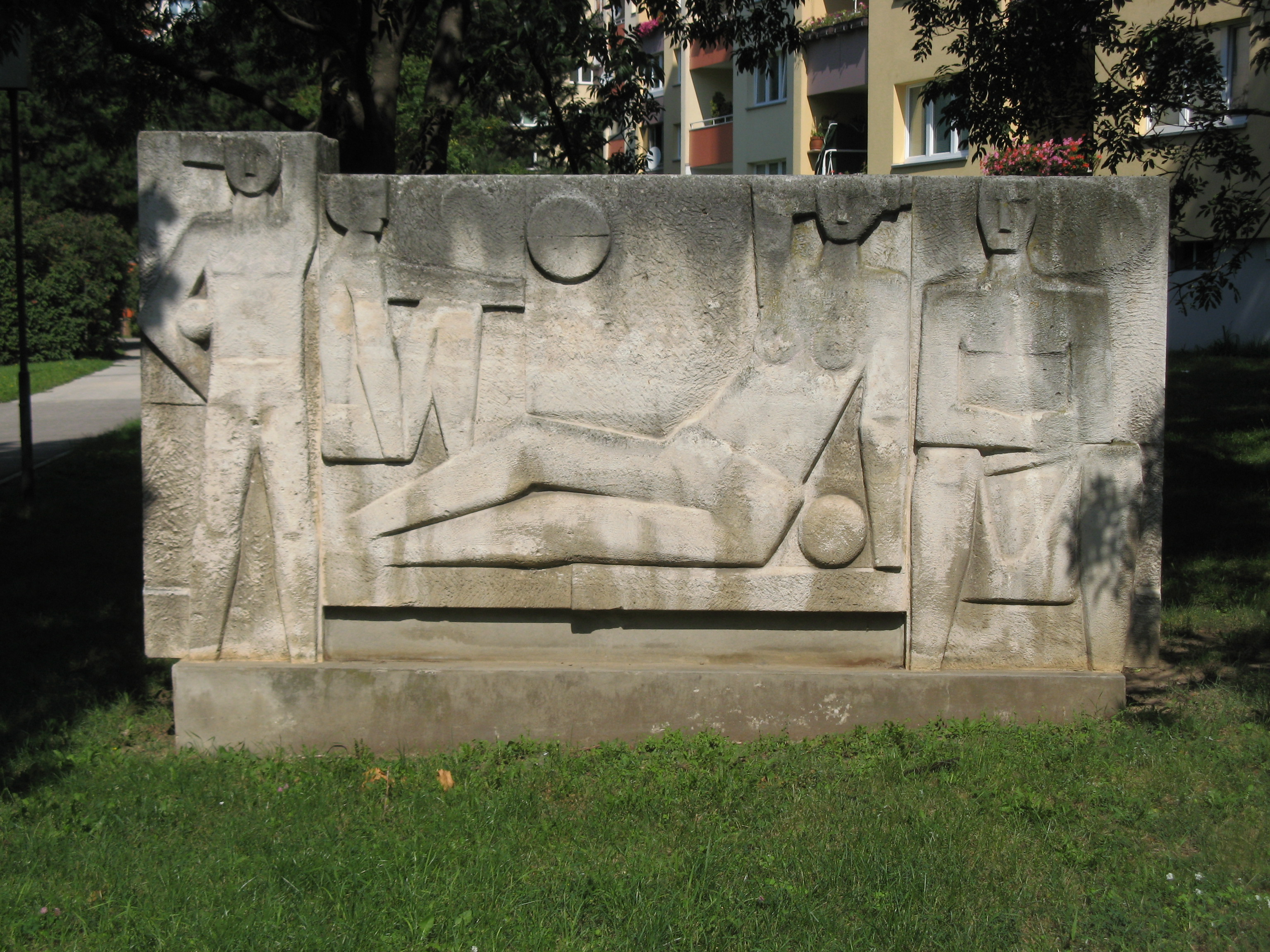
Freizeit (1971) von Gottfried Buchberger

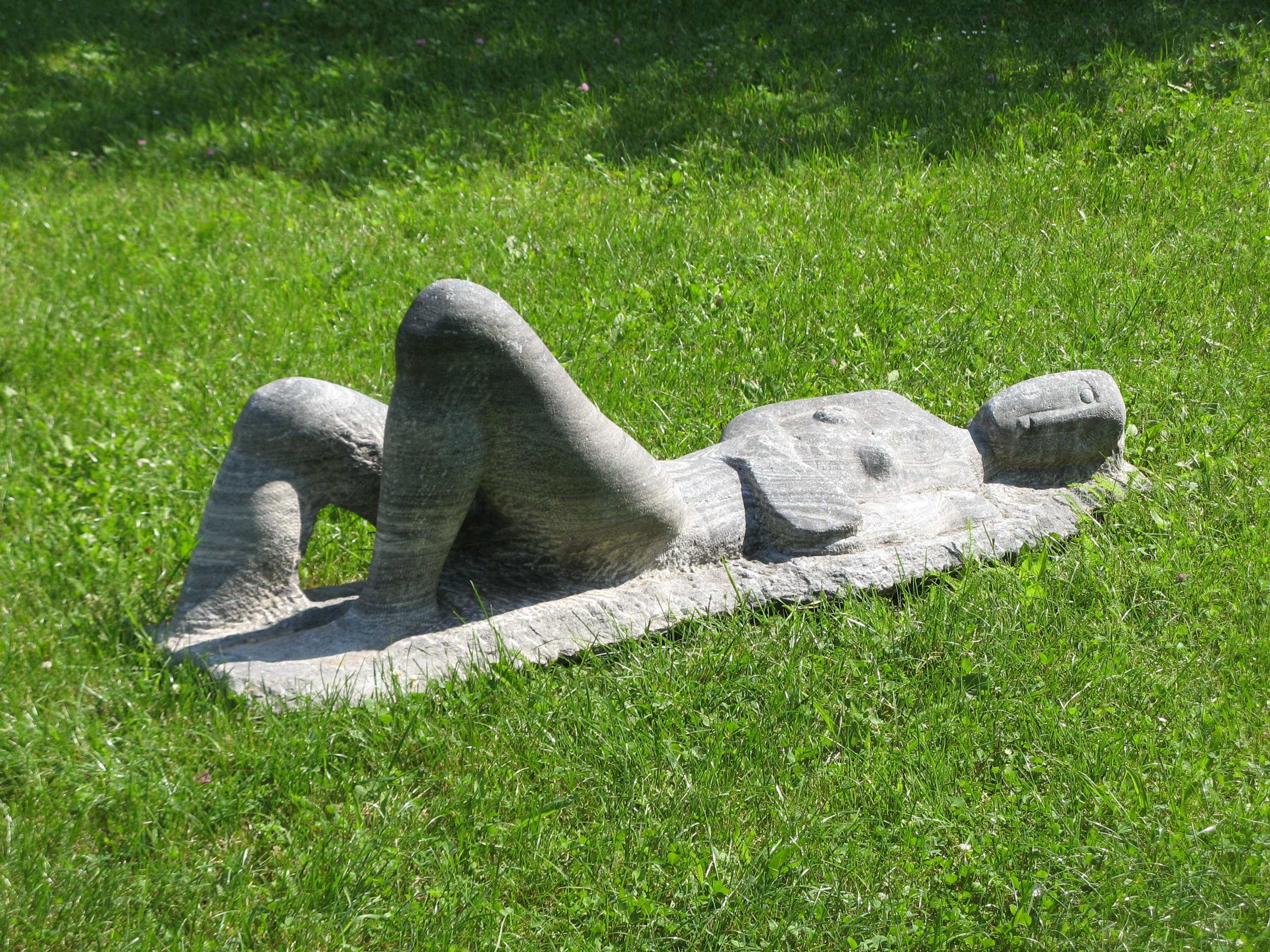
Liegende (1969) von Alfred Kurz

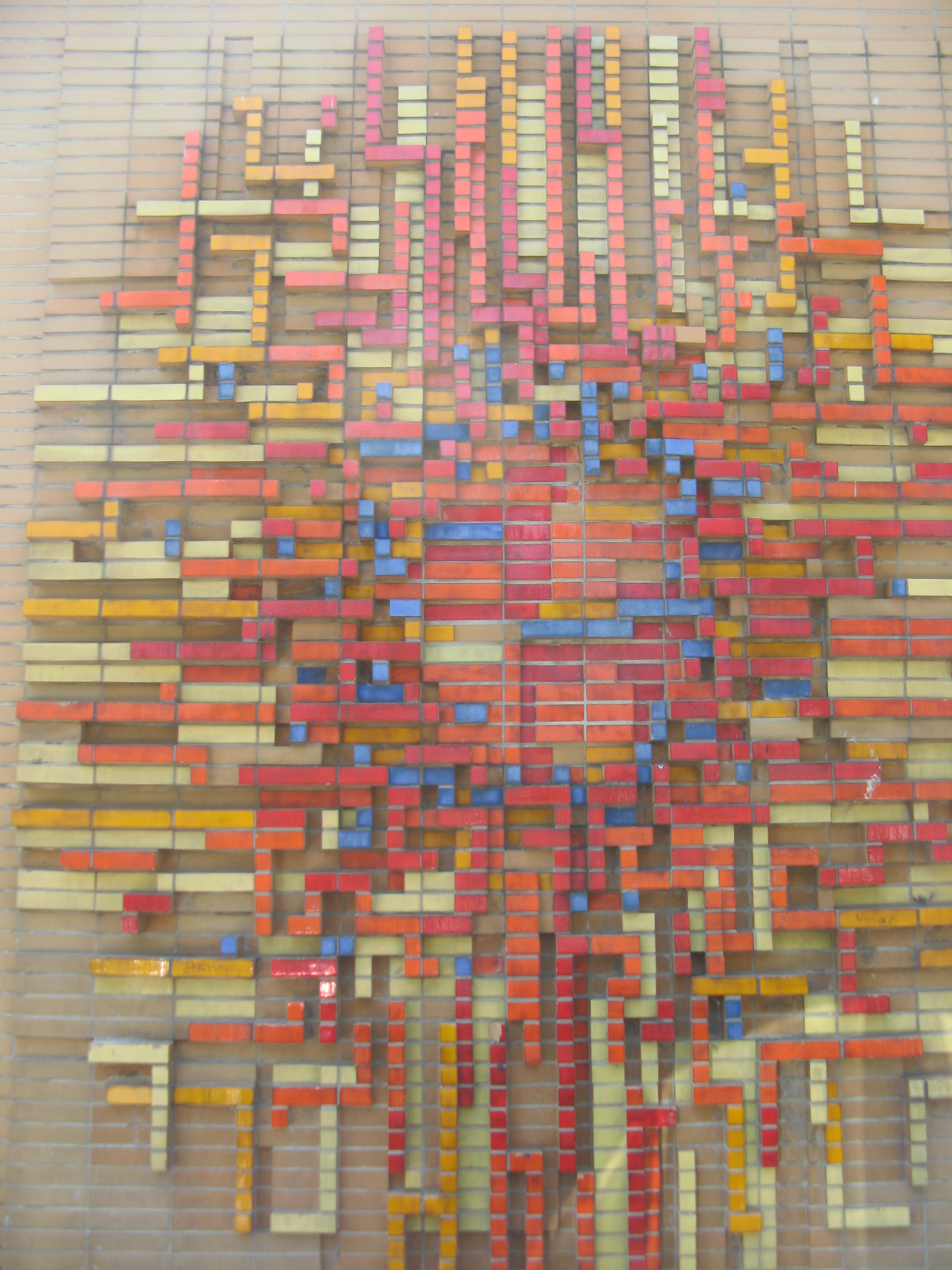
Sonne (1972) von Peter Gangl

Die Per-Albin-Hansson-Siedlung Ost ist eine der größten städtischen Wohnhausanlagen in Wien. Sie liegt im 10. Wiener Gemeindebezirk Favoriten am Südhang des Laaer Berges.

## Beschreibung und Charakteristik
Die Per-Albin-Hansson-Siedlung Ost (kurz PAHO) wurde mit dem Hanssonzentrum in den Jahren 1966–1977 als Ergänzung zu den bereits bestehenden Siedlungen Per-Albin-Hansson-Siedlung West und Nord östlich der Favoritenstraße errichtet. Sie erstreckt sich bis zur Laaerbergstraße im Osten und unterscheidet sich grundlegend von der zehn Jahre älteren West-Siedlung. Während diese Gartenstadt-ähnlich aus zwei- und dreigeschoßigen Ein- und Mehrfamilienhäusern mit Gärten besteht, ist die PAHO eine Massensiedlung mit großteils fünf- bis achtgeschoßigen Fertigteilblocks. Die Pläne für die rund 5000 Wohnungen stammen von den Architekten Carl Auböck und Wilhelm Kleyhons. Während der zehnjährigen Bauzeit zeigen sich aber auch hier Entwicklungen in der Bauweise. Die ersten Bauten aus den 1960er Jahren wurden noch rationell wie parallel gestellte Bauklötze aufgestellt. In den 1970er Jahren ging man dazu über, die daraus resultierende Monotonie zu brechen, indem die Bauten gestaffelter, gegliederter und in unterschiedlichen Höhen errichtet wurden. Für alle Bauten gilt, dass sie in großzügig gestaltete Grünräume eingebettet sind. Die Wohnungen haben durchschnittlich eine Größe von 68 m². Während fast die gesamte Anlage nahezu ausschließlich aus Wohnbauten besteht, sind Geschäfte, Sozial- und Kultureinrichtungen im neuesten Bauteil an der Favoritenstraße (Hanssonzentrum) konzentriert. Zwischen den Wohnbauten gibt es aber auch eine Pfarrkirche, ein Pensionistenheim und Kindergärten und Schulen. Seit 2017 besitzt die Siedlung einen direkten U-Bahn-Anschluss, die U1 führt am westlichen und südlichen Rand der Siedlung entlang und bedient dabei die Stationen Alaudagasse, Neulaa und Oberlaa. Ergänzt wird das ÖPNV-Angebot durch die Buslinie 19A, die ausgehend von der Station Alaudagasse einen Rundkurs durch die Siedlung fährt. Die Straßen und Gassen der PAHO sind so gestaltet, dass sich kein Durchgangsverkehr ergibt (Einbahnführungen usw.) und ein ruhiges Wohnen möglich ist. Außerdem wurden einige Künstler mit der Schaffung von Plastiken beauftragt, die in den Grünräumen aufgestellt wurden, sowie mit der Gestaltung der Stiegeneingänge.
Wie auch die anderen Siedlungsteile wurde die PAHO nach dem sozialdemokratischen schwedischen Politiker Per Albin Hansson benannt, der sich nach dem Zweiten Weltkrieg große Verdienste um die notleidende Wiener Bevölkerung erwarb, und außerdem als Schöpfer des sogenannten schwedischen Modells auch ein Vorbild für die sozialdemokratische Politik in Österreich war.

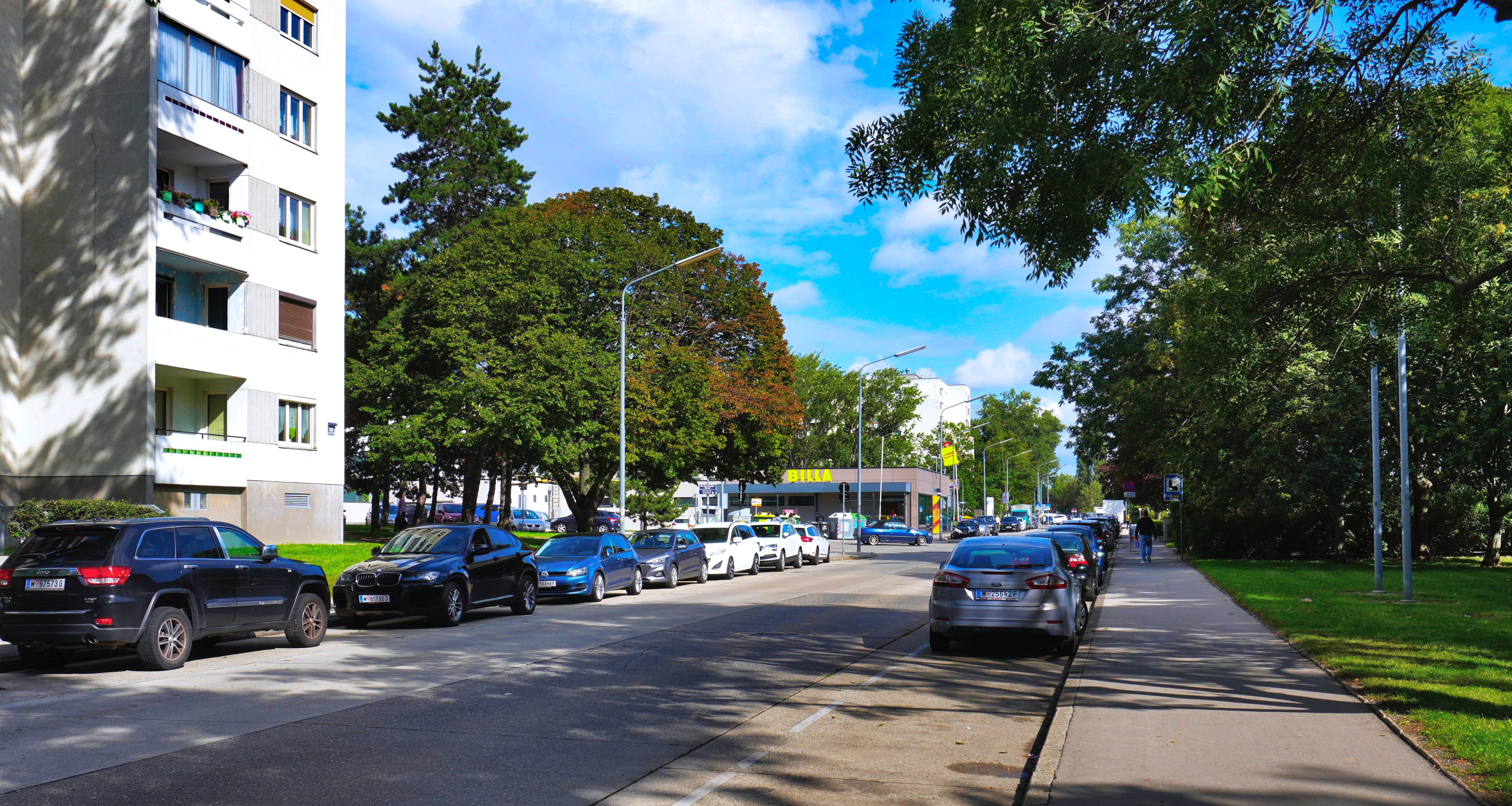
Bereich Franz-Koci-Straße, Blick Richtung Osten
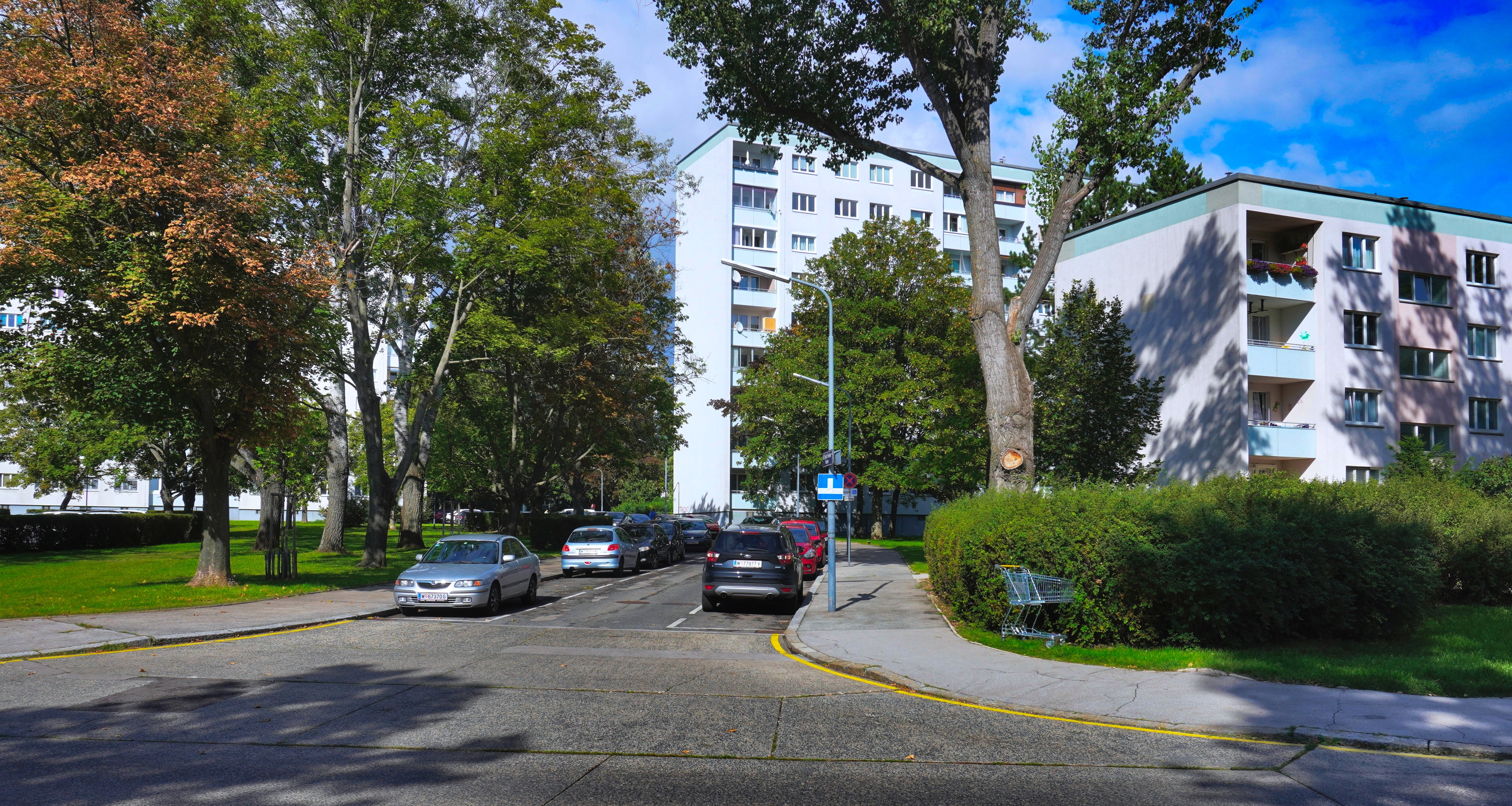
Bereich Moritz-Seeler-Gasse, Blick Richtung Norden

## Olof-Palme-Hof
Der Olof-Palme-Hof (1972–1976) ist jener Baukomplex, der als erstes, von der Favoritenstraße kommend, ins Auge fällt. Zwischen Favoritenstraße und Ada-Christen-Gasse auf einer Fläche von 34.500 m² ist er das größte Bauwerk der PAHO. Er unterscheidet sich auch gestalterisch von den übrigen Häusern der Siedlung. Es handelt sich um einen mächtigen terrassierten Wohnblock, der aus vier schalenförmigen Trakten besteht. Zwölf gegliederte acht- bis elfgeschoßige Wohnblöcke beherbergen 415 Wohnungen, die mit ihren geschoßweise versetzten Loggien nach Osten geöffnet sind. Zur stark befahrenen und lauten Favoritenstraße ist die Anlage weitgehend abgeschlossen. Davor befindet sich das Hanssonzentrum mit zahlreichen Geschäften und Lokalen. In diesem Bereich liegen auch ein Postamt sowie eine Polizeiinspektion, soziale Einrichtungen und das Haus der Begegnung mit Städtischer Bücherei und Bezirksmuseum Favoriten.

## Bezirksmuseum Favoriten
Das Bezirksmuseum Favoriten wurde 1979 eröffnet und zeigt aus seinen Sammlungen schwerpunktmäßig Funde aus der Vor- und Frühgeschichte auf dem Boden Favoritens, die Originalfiguren der Spinnerin am Kreuz und das Beschornerkreuz, Ausgrabungen bei der Johanneskirche Unterlaa, die als älteste Kirche auf dem Boden Wiens gilt, eine Dokumentation über das Revolutionsjahr 1848 und über die Ziegeleien Favoritens, besonders aber Fotos und Gegenstände aus der Zeit von 1850 bis 1918.

## Haus Laaerberg
Das Pensionistenheim wurde 1969/72 nach Plänen des Architekten Rupert Falkner vom Kuratorium Wiener Pensionistenheime errichtet. Es stellte zu seiner Zeit eine neue Form von Heim dar, das den Menschen ein Höchstmaß an individueller Freiheit aber auch gesellschaftlichen Kontakt ermöglichen sollte. Es besteht aus zwei Wohntrakten, einem Personaltrakt und einem Wirtschaftstrakt und hat Platz für 178 Einpersonen- und 27 Paar-Appartements. Der Speisesaal ist so konzipiert, dass er auch als Theater- und Kinosaal verwendet werden kann. Besonderer Wert wurde auf die farbliche Gestaltung der gesamten Anlage gelegt.

## Schulen
Die Volksschule in der Ada-Christen-Gasse 9 wurde 1968/69 erbaut. In dieser befindet sich ein Glasmosaik Kindliche Motive (1969) von Kurt Mikula sowie drei Kunststeinblöcke mit Aluminium-Reliefs Der kleine Tiergarten (1969) von Eva Mazzucco.
Der Schulkomplex in der Wendstattgasse besteht aus einer Volksschule auf Nummer 3, vor der eine Nirostastahlskulptur Figur (1974) von Oskar Höfinger steht, der Musik- und Sportmittelschule auf Nummer 5 mit zwei keramischen Reliefs Baum und Sonne (1972) von Peter Gangl, und einer Rundturnhalle. In letzterer befinden sich vier Mosaik-Reliefs Sonne mit Schmetterlingen, Sonne mit Fischen, Sonne mit Schwalben und Sonne mit Sternen (1972) von Andrea Schrittwieser.

## Pfarrkirche St. Paul
Die katholische Kirche, die dem Apostel Paulus geweiht ist, wurde in den Jahren 1973–1975 nach Plänen des Architekten Armin Dolesch in der Jura-Soyfer-Gasse 5 errichtet. Der Glockenturm steht extra frei vor dem Kirchenschiff. Im Gemeindezentrum sind Gemeindesaal, Werktagskapelle, Sakristei und Jugendraum untergebracht.

## Kunstwerke in der Siedlung
Im Auftrag der Wiener Stadtverwaltung wurden mehrere Künstler mit der Ausgestaltung der PAHO beauftragt. Heute sind folgende Kunstwerke hier zu sehen:
- Hanssonzentrum: Rudolf Kedl – Hymnus an die Natur (1977)
- Alaudagasse 13: Eduard Robitschko – Märchenfiguren aus 1001 Nacht (1970)
- Alaudagasse 15: Franz Xaver Hauser – Komposition (1969)
- Arnold-Holm-Gasse 1: Alfred Kurz – Liegende (1969)
- Felix-Grafe-Gasse: Gottfried Buchberger – Freizeit (1971)
- Franz-Koci-Straße 6: Wolfgang Helminger – Pression-Repression (1972)
- Wendstattgasse 3: Oskar Höfinger – Figur (1974)
- Wendstattgasse 5: Peter Gangl – Baum und Sonne (1972)

Künstlerischer Hausschmuck:
- Otto Beckmann: 12 Keramik- und Emailmosaike Signifikante Zeichen (1970)
- Gerhard Gutruf: 12 gemalte Mosaike Die vier Jahreszeiten (1969)
- Helene Hädelmayr: 8 Terrakotta-Reliefs Abstrakte Formen (1970)
- Isolde Jurina: 10 Türgriffe Begegnung der Taucher (1970)
- Günther Kraus: 12 Türgriffe Biotope (1972)
- Hans Kruckenhauser: 14 Zierleisten aus glasierter Keramik Verschiedene Tiere (1972)
- Edda Mally: 16 Mosaike Abstrakte Kompositionen (1969)
- Max Melcher: 18 Türgriffe Wiener Viechereien (1970/71)
- Traudel Pichler: 8 Türgriffe Tierbilder (1972)
- Robert Pick: 12 Glasmosaike auf Türgriffen Abstrakte Kompositionen (1971)
- Eva Anna Siller: 9 Emailbilder auf Kupferplatten Fische (1970)
- Eva Anna Siller: 8 Emailarbeiten Rhythmisch ornamental abgewandeltes Bandmotiv (1973)
- Johannes Wanke: 15 Naturstein-Mosaike Figurale Darstellungen (1969)
- Karl Anton Wolf: 10 Mosaike Farbkompositionen (1969)